# Laornis edvardsianus
Laornis edvardsianus — викопний вид кілегрудих птахів родини Laornithidae.

## Назва
Рід Laornis з грецької перекладається як «камінь-птах». Видова назва edvardsianus дана на честь французького біолога Альфонса Мілн-Едвардса.

## Опис
Вид описаний лише по єдиному зразку YPM 820, що складається з кістки ноги тибіотарсус. Голотип було виявлено у відкладеннях свити Hornerstown у штаті Нью-Джерсі, США. Датується віком 66-63 млн років, тобто кінцем крейди — початком палеоцену.
Судячи з решток, це був напівводний птах розміром з гуску. Можливо це був болотний птах з довгими ногами та шиєю, подібно до сучасних журавлів. Тоді тварина у стоячому стані повинна сягати одного метра заввишки. З іншого боку, це міг бути морський птах, подібно до сучасного буревісника. Тоді пропорція шиї до ніг повинна бути меншою.

## Класифікація
Вважається, що вид є близьким родичем спільного предка журавлеподібних, сивкоподібних та ряду інших болотних птахів (Presbyornithidae, Pelagornithidae тощо.).